# Жасмин самбак

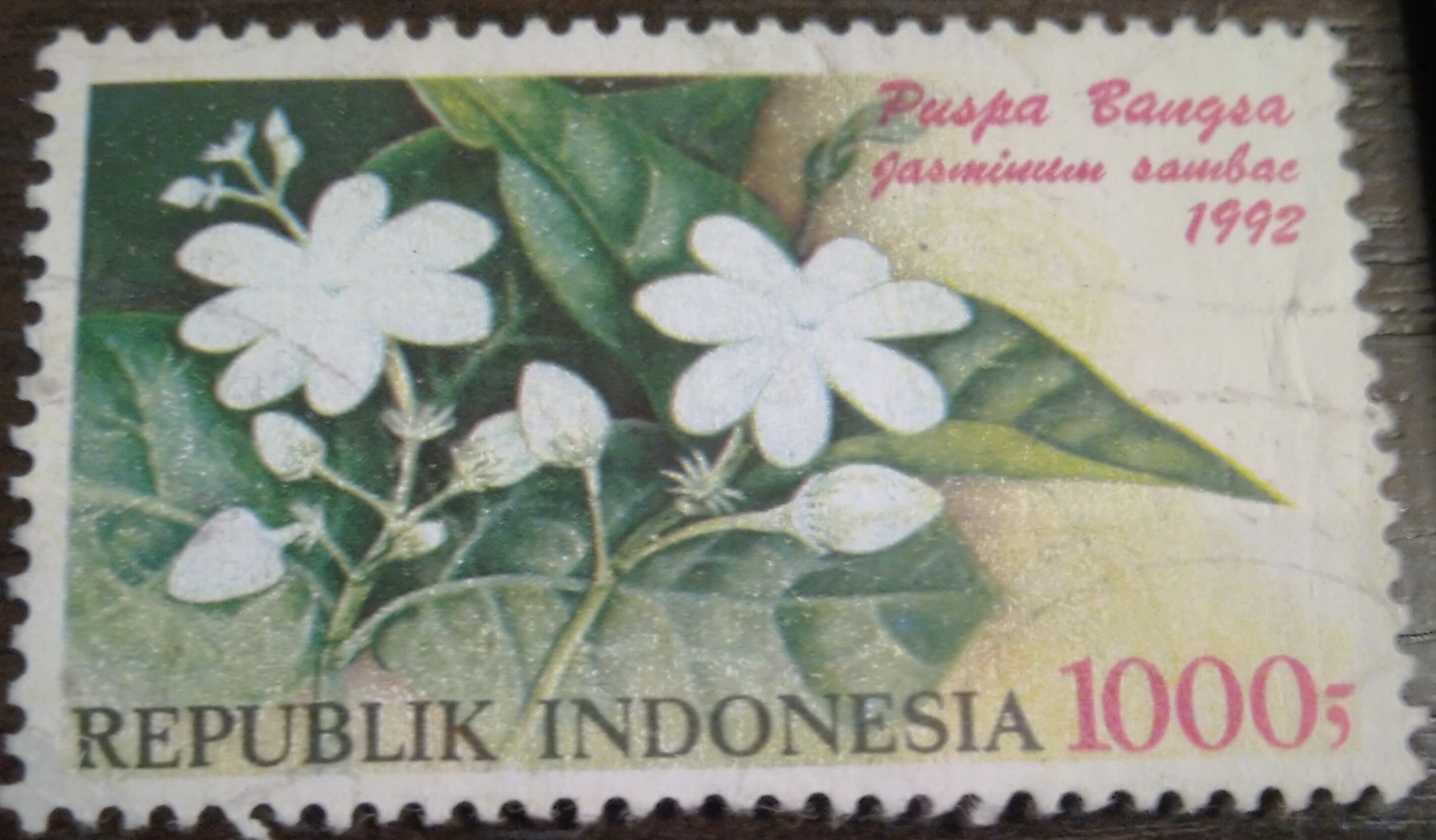
Жасмин самбак на поштовій марці Індонезії. 1992 р.

Жасмин арабський , або Самбак, або Жасмин індійський  (лат. Jasminum sambac) — вид рослин роду Жасмин, батьківщиною якого є невеликий регіон на сході Гімалаїв у Бутані та сусідніх Індії та Пакистані  .

## Опис
Жасмин самбак  — це вічнозелена кучерява рослина або чагарник, що досягає висоти 0,5-3 метри. Вигляд дуже мінливий, можливо, внаслідок спонтанної мутації, природної гібридизації та аутополіплоїдії. Самбак, що культивується, зазвичай не несе насіння, і рослина відтворюється виключно живцями, нашаруванням, маркетом та іншими методами безстатевого розмноження.
Листя яйцеподібне, від 4 до 12,5 см завдовжки і від 2 до 7,5 см завширшки. Філотаксія протилежна або в трьох простих мутовках (не перистих, як і більшість інших жасминів). Вони гладкі, крім кількох волосків на жилках виходячи з листа.
Квітки з'являються протягом усього року та групами від 3 до 12 разом на кінцях гілок. Вони сильно запашні, з білим віночком від 2 до 3 см у діаметрі з 5 до 9 пелюстками. Квітки відкриваються вночі (зазвичай близько 6-8 вечора), а вранці закриваються з інтервалом від 12 до 20 години. Плоди бувають ягодами від пурпурового до чорного кольорів та 1 см у діаметрі.

## Розповсюдження
Крім Гімалаїв, жасмин самбак також культивується і в інших регіонах, особливо на територіях Південної та Південно-Західної Азії. Арабський жасмин вирощується в ряді країн і регіонів: на Маврикії, Мадагаскарі, Мальдівах, в Камбоджі, на Яві (Індонезія), Острові Різдва ( Австралія), в Центральній Америці, Південній Флориді (США), на Багамах, Кубі , Пуерто-Рико, і Малих Антильських островах.

## Назва
Незважаючи на те, що жасмин самбак іноді називають арабським жасмином, його батьківщиною є не Близький Схід, а південна Азія . На відміну від Близького Сходу, клімат тут м'якший. У середні віки цей вид жасмину був завезений до Європи арабами, які називали замбагом масло, що отримується з будь-якого виду жасмину. Спочатку у Європі латинізоване слово самбак (sambacus або zambacca) використовували в тому ж значенні, що і араби. Пізніше слово самбак стало відноситися тільки до цього виду жасмину.

### Сучасна назва виду деякими мовами
| Мова       | Назва                                                                                                |
| ---------- | --- |
| Англійська | Arabian jasmine(Арабський жасмин), Tuscan jasmine(Тосканський жасмин), Sambac jasmine(Жасмин самбак) |
| Арабська   | فل(Фул), رازقي(Різки — назва використовується в Іраку)                                               |
| Турецька   | Ful(Фул)                                                                                             |
| Перська    | یاس رازقی(Ясемін самбак)                                                                             |

## Сорти

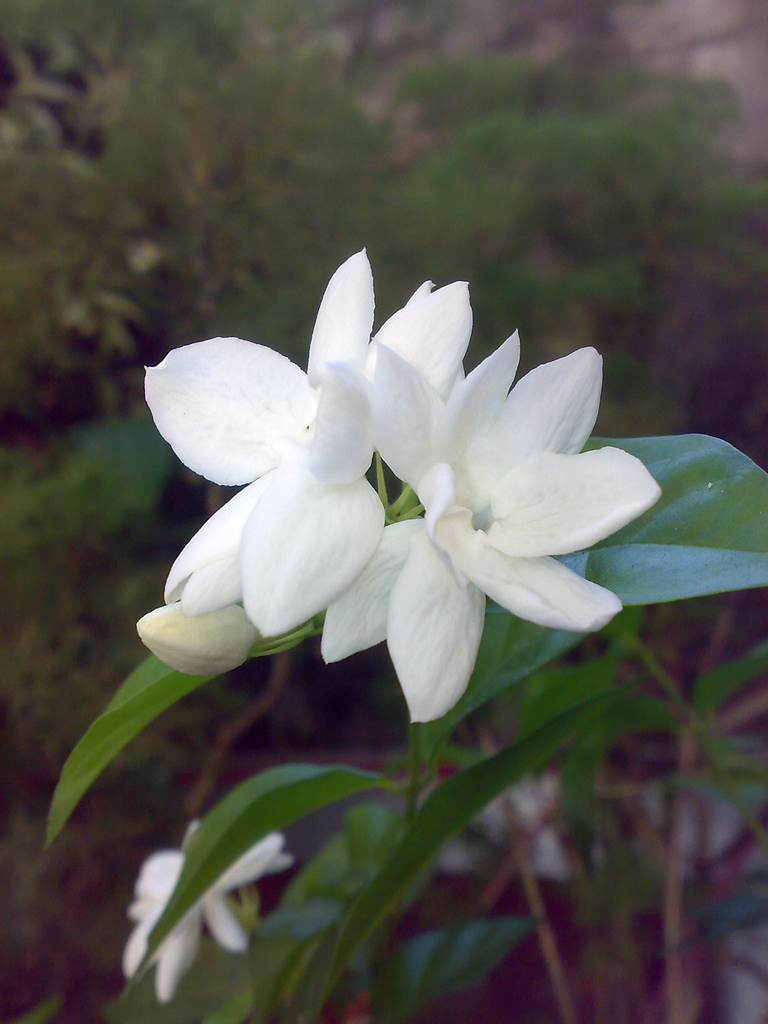
Орлеанська діва

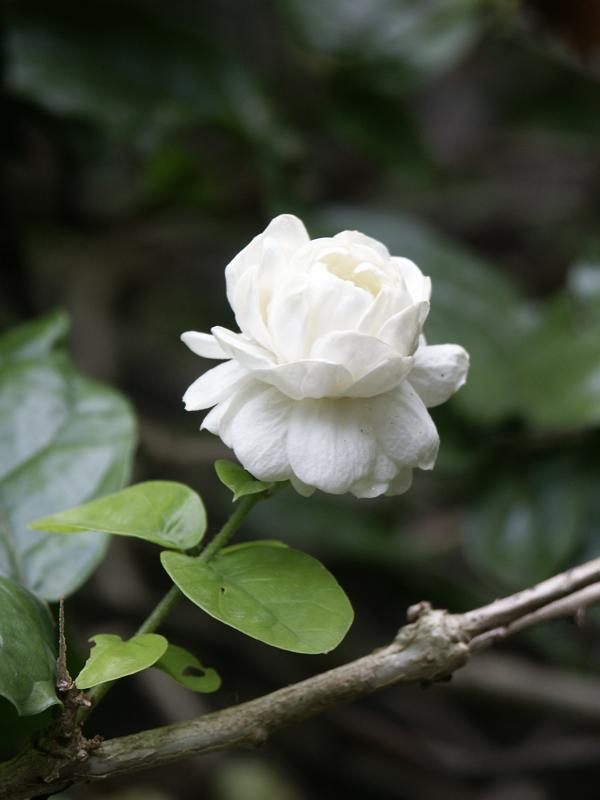
Великий герцог Тоскани

- "Орлеанська діва" — має квіти з одним шаром з п'яти або більше пелюсток овальної форми. Цей сорт найбільш часто згадується як Sampaguita та pikake. Він також відомий як 'Mograw', 'Motiya', або 'Bela'.
- «Красуня Індії» — має квіти з одним або двома шарами подовжених пелюсток.
- "Великий герцог Тоскани" — має квіти з подвоєною кількістю пелюсткою. Квіти цього сорту схожі на маленькі білі троянди та менш ароматні, ніж інші. Цей сорт також відомий як "Rose jasmine" та "Butt Mograw". На Філіппінах він відомий як "kampupot".
- «Малі Чат» — нагадує сорт «Красуня з Індії», але пелюстки його квітів трохи коротші за пелюстки «Красуні з Індії».
- "Арабські лицарі" — має подвійний шар пелюсток, але менше за розміром, ніж сорт "Великий герцог Тоскани" [3] .

## Синоніми
За даними The Plant List  :
- Jasminum bicorollatum Noronha
- Jasminum blancoi Hassk.
- Jasminum fragrans Salisb.
- Jasminum heyneanum Wall. ex G.Don
- Jasminum odoratum Noronha
- Jasminum pubescens Buch.-Ham. ex Wall.
- Jasminum quadrifolium Buch.-Ham. ex Wall.
- Jasminum quinqueflorum B.Heyne ex G.Don
- Jasminum quinqueflorum var. pubescens G.Don
- Jasminum sambac var. duplex Voigt
- Jasminum sambac var. gimea (Zuccagni) DC.
- Jasminum sambac var. goaense (Zuccagni) DC.
- Jasminum sambac var. heyneanum (Wall. ex G.Don) C.B.Clarke
- Jasminum sambac var. kerianum Kuntze
- Jasminum sambac var. nemocalyx Kuntze
- Jasminum sambac var. plenum Stokes
- Jasminum sambac var. syringifolium Wall. ex Kuntze
- Jasminum sambac var. trifoliatum Vahl
- Jasminum sambac var. trifoliatum (L.) Sims
- Jasminum sambac var. undulatum (L.) Kuntze
- Jasminum sambac var. verum DC.
- Jasminum sanjurium Buch.-Ham. ex DC.
- Jasminum undulatum (L.) Willd.
- Jasminum zambac Roxb.
- Mogorium gimea Zuccagni
- Mogorium goaense Zuccagni
- Mogorium sambac (L.) Lam.
- Mogorium undulatum (L.) Lam.
- Nyctanthes goa Steud.
- Nyctanthes sambac L.basionym
- Nyctanthes undulata L.